# Bobliwo
Bobliwo [pronunciación en polaco: /bɔˈblivɔ/] es un pueblo ubicado en el distrito administrativo de Gmina Izbica, dentro del condado de Krasnystaw, voivodato de Lublin, en el este de Polonia. Se encuentra a unos 10 kilómetros al oeste de Izbica, a 13 kilómetros al suroeste de Krasnystaw, y a 50 kilómetros al sureste de la capital regional Lublin.